# ده إسماعيل (مقاطعة فهرج)
دة إسماعيل (بالفارسية: ده اسماعیل) هي قرية تقع في ناحية نغين كوير في إيران. يقدر عدد سكانها بـ 187 نسمة .